# Nikolai Müllerschön
Nikolai Müllerschön es un escritor y director de cine alemán. 
Nació en 1958 en Stuttgart, Alemania y se trasladó a Múnich en 1968. Ha vivido en Los Ángeles desde 1992. Empezó como fotógrafo en Stills, trabajó como supervisor, ayudante de cámara, ingeniero en sonido, director adjunto, director de fotografía en películas documentales, comerciales y películas industriales, films para televisión y largometrajes de teatro en Europa, EE. UU. y Asia. Su primera película como director fue en 1979. Trabajó como guionista, productor y director creativo en representaciones de teatro, televisión, miniseries y series dramáticas de televisión. A veces se le acredita como Niki Müllerschön.

## Filmografía
| Título                  | Año  | Función                       | Notas                                                       | Fuentes |
| ----------------------- | ---- | ----------------------------- | ----------------------------------------------------------- | ------- |
| Inflation im Paradies   | 1980 | Director, escritor            | 35mm, color, 90 minutos, segment "Schnelle Nacht".          | [ 1 ]   |
| Schulmädchen '84        | 1983 | Director                      | 35mm, color, 79 minutos.                                    | [ 2 ]   |
| Ein irres Feeling       | 1984 | Director                      | 35mm, color, 86 minutos.                                    | [ 3 ]   |
| Orchideen des Wahnsinns | 1984 | Director                      | 35mm, color, 80 minutos.                                    | [ 4 ]   |
| Operation Dead End      | 1985 | Director, escritor            | 35mm, color, 92 minutos.                                    | [ 5 ]   |
| Orpheus                 | 1987 | Director                      | Color, 84 minutos.                                          | [ 6 ]   |
| In the Flesh            | 1995 | Director                      | 95 minutos, color, 35mm, título original: Im Sog des Bösen. | [ 7 ]   |
| The Red Baron           | 2008 | Director, escritor, productor | 126 minutos, color, 35mm.                                   | [ 8 ]   |
| Subject 15              | 2010 | Director                      | 81 minutos, color, working title: Dumping Grounds           |         |
| Harms                   | 2012 | Director, escritor, productor | 98 minutos, color.                                          | [ 9 ]   |
| Women                   | 2013 | Director, escritor, productor |                                                             |         |
| Hit                     | 2014 | Director, escritor, productor |                                                             |         |